# (400278) 2007 RE301
(400278) 2007 RE301 es un asteroide perteneciente al cinturón de asteroides, descubierto el 12 de septiembre de 2007 por el equipo del Mount Lemmon Survey desde el Observatorio del Monte Lemmon, Arizona, Estados Unidos.

## Designación y nombre
Designado provisionalmente como 2007 RE301.

## Características orbitales
2007 RE301 está situado a una distancia media del Sol de 2,360 ua, pudiendo alejarse hasta 2,888 ua y acercarse hasta 1,833 ua. Su excentricidad es 0,223 y la inclinación orbital 1,691 grados. Emplea 1324,97 días en completar una órbita alrededor del Sol.

## Características físicas
La magnitud absoluta de 2007 RE301 es 18.